# Mieczysław Turski
Mieczysław Józef Turski – polski leśnik, doktor habilitowany nauk rolniczych, profesor na Uniwersytecie Przyrodniczym w Poznaniu, specjalista od dendrometrii.

## Kariera naukowa
W 1985 roku na Uniwersytecie Przyrodniczym w Poznaniu uzyskał tytuł magistra inżyniera. W 1986 roku został zatrudniony na tejże uczelni, a w 1996 roku na jej Wydziale Leśnym uzyskał stopień doktora nauk rolniczych w zakresie leśnictwa na podstawie rozprawy pt. Ocena dokładności określania przyrostu miąższości ściętych strzał sosny za pomocą różnych sposobów, której promotorem był Jan Meixner. W 2010 roku ten sam wydział nadał mu stopień doktora habilitowanego nauk rolniczych w dyscyplinie leśnictwa na podstawie pracy pt. Wykorzystanie intensywności przyrostu miąższości oraz wskaźników przyrostu miąższości do określania bieżącego przyrostu miąższości dębu bezszypułkowego (Quercus petraea [Matt.] Liebl.).